# 小行星19573
小行星19573（19573 Cummings）是一颗绕太阳运转的小行星，为主小行星带小行星。该小行星于1999年6月9日发现。

## 轨道参数
小行星19573的轨道半长轴为2.2692328 UA，离心率为0.150。